# Nedra Sandåstjärnarna
Nedra Sandåstjärnarna är en sjö i Rättviks kommun i Dalarna och ingår i Dalälvens huvudavrinningsområde. Sjön har en area på 0,084 kvadratkilometer och ligger 307,2 meter över havet.

## Delavrinningsområde
Nedra Sandåstjärnarna ingår i det delavrinningsområde (680564-146872) som SMHI kallar för Mynnar i Korsåtjärnen. Medelhöjden är 340 meter över havet och ytan är 12,08 kvadratkilometer. Det finns inga avrinningsområden uppströms utan avrinningsområdet är högsta punkten. Vattendraget som avvattnar avrinningsområdet har biflödesordning 4, vilket innebär att vattnet flödar genom totalt 4 vattendrag innan det når havet efter 403 kilometer. Avrinningsområdet består mestadels av skog (72 procent) och sankmarker (13 procent). Avrinningsområdet har 0,59 kvadratkilometer vattenytor vilket ger det en sjöprocent på 4,9 procent.